# Salim Al-Mubarak Al-Sabah

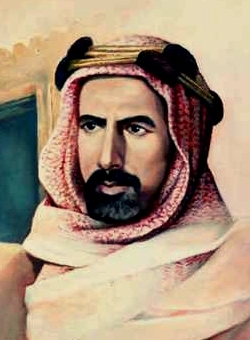
Salim Al-Mubarak Al-Sabah

Salim Al-Mubarak Al-Sabah (1864 - 22 februari 1921) was de negende sjeik van Koeweit, van de heersende familie Al-Sabah. Hij was de tweede zoon van Mubarak Al-Sabah en is de stamvader van de Al-Salem-tak van de familie Al-Sabah. Hij regeerde van 5 februari 1917 tot 22 februari 1921. 
Voor hij sjeik van Koeweit werd was hij gouverneur van Koeweit-Stad van 1915 tot 1917. Hij volgde zijn broer Jaber II Al-Sabah op na diens dood.